# 笹原川 (福島県)
笹原川（ささはらがわ）は、福島県郡山市と一部須賀川市を流れる阿武隈川水系の一級河川である。

## 地理
郡山市の高旗山を水源とし、須賀川市、郡山市三穂田町付近を流れて安積町日出山で阿武隈川に合流する。かつては音無川と呼ばれており、その名や橋の名前「耳詰（ささやき）橋」は采女伝説で春姫が夫との別れを惜しんでささやきあった場所ということから名づけられた。現在、福島県道355号須賀川二本松線が通る耳詰橋付近には春姫や源頼義の歌碑がある。

## 主な支流
- 南川放水路
- 鶴巻川
- 西ノ川
- 多田野川

## 主な橋梁
下流より記載
- 日の出橋 - 福島県道372号須賀川二本松自転車道線
- 新橋歩道橋 - 一般市道350670号新鍬上河原歩道線
- 新橋 - 一般市道330072号新鍬日出山三丁目線
- 笹原川橋梁 - JR東北新幹線
- 耳詰橋 - 福島県道355号須賀川二本松線（旧奥州街道）
- 笹原川橋梁 - JR東北本線
- 道場橋 - 一般市道331505号笹川一丁目南二丁目線
- 永盛橋 - 福島県道17号郡山停車場線（旧国道4号）
- 栄橋（撤去済）
- 新栄橋 - 一級市道27号笹川多田野線（郡山南インター線）
- 赤坂橋 - 一般市道330181号西長久保大池下線
- 笹原川橋 - 国道4号郡山バイパス
- 三渡橋 - 一般市道330188号漆山島線
- 成田橋 - 福島県道143号仁井田郡山線
- 川田大橋 - 一級市道76号牛庭大槻線
- 胎の内橋 - 一級市道21号笹川川田線
- 新田橋 - 二級市道210号牛庭六丁目柿ノ木線
- 川田前河原橋 - 二級市道117号野田川田線
- 笹原川橋 - 東北自動車道
- 笹原川橋 - 二級市道121号川田山下西線
- 女男川橋 - 福島県道55号郡山矢吹線
- 八幡前橋 - 一級市道18号鍋山八幡線
- 蟹内橋 - 一般市道331162号蟹内線
- 一本柳橋 - 一般市道331161号一本柳笠田線
- 本丸橋 - 一般市道331160号本丸台東線
- 三和橋 - 一般市道331668号野田富岡線
- 台田橋 - 一級市道19号富岡1号線
- 柿ノ口橋 - 一般市道340039号腰巻柿ノ口線
- 腰巻橋 - 福島県道294号三穂田須賀川線（岩瀬グリーンロード）
- 堰原橋 - 一般市道340038号獨光堰ノ上1号線
- 和久橋 - 一般市道331144号獨光泥渕線
- 地神橋 - 一般市道340425号桜木牛田線
- 前田橋 - 一般市道330063号上田中竹ノ内線
- 明神橋 - 一般市道230240号豊内里内線
- 柳内橋 - 一般市道230175号柳内檀ノ越線
- 下守屋橋 - 福島県道29号長沼喜久田線

## 笹原川千本桜
郡山市三穂田町付近で約2kmにわたって川の両岸に植えられた約1000本ものソメイヨシノの桜並木。開花時期には桜まつりも開催される。

### アクセス
- JR東日本東北新幹線郡山駅2番バス乗り場より長沼行で約40分「下守屋」停留所下車（ダイヤ注意）
- 郡山南ICから約15分、駐車場約70台分あり